# شاین (وایومینگ)
شاین (Cheyenne) یا شایان مرکز ایالت وایومینگ آمریکا و پرجمعیت‌ترین شهر این ایالت است.

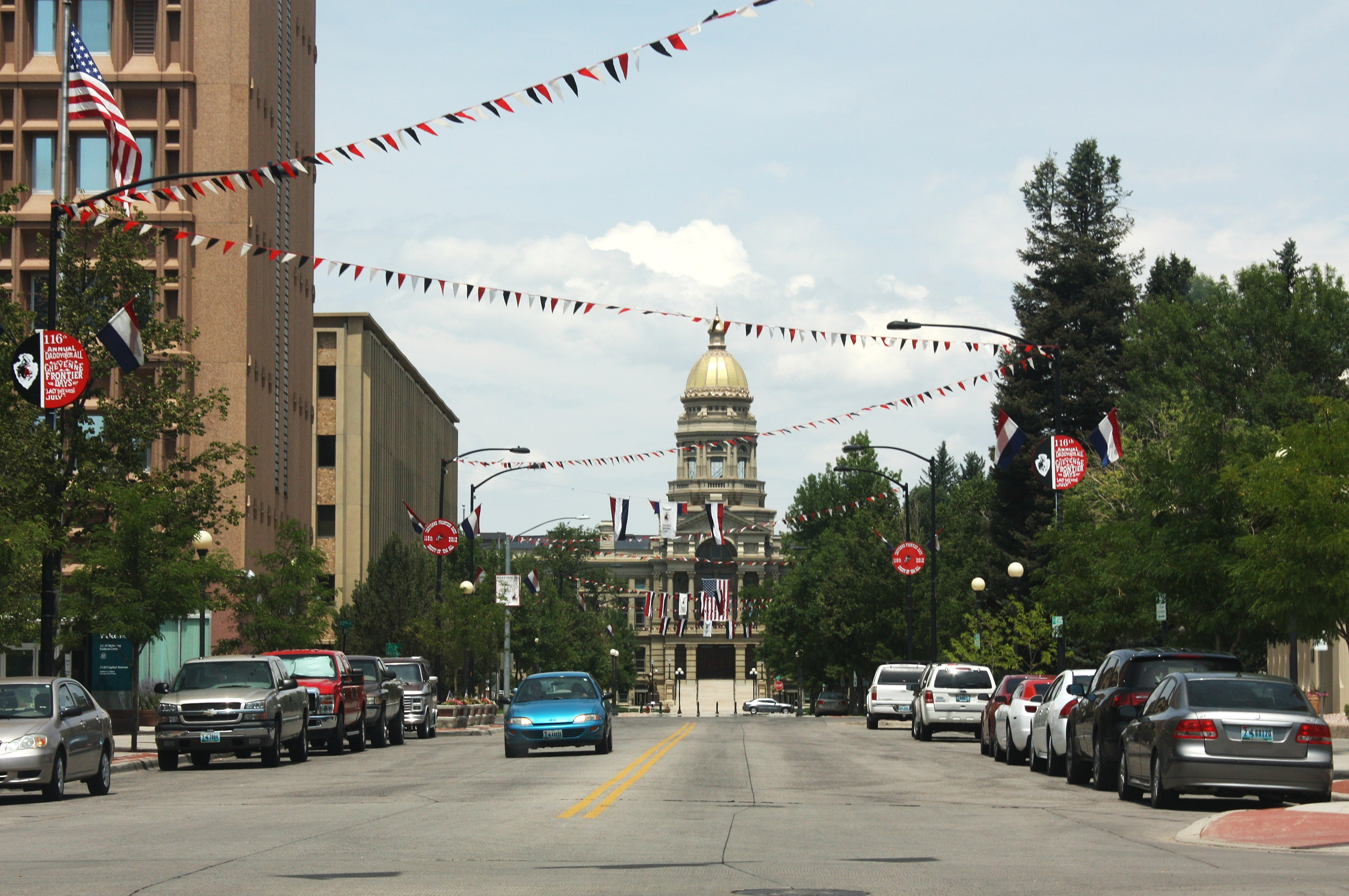
شاین

## پیوندهای وابسته
- اتاقک بازرگانی شاین
- دفتر سازمان گردشگری شاین